# Beloniscus
Genre
Beloniscus est un genre d'opilions laniatores de la famille des Beloniscidae.

## Distribution
Les espèces de ce genre se rencontrent en Indonésie et à Singapour.

## Liste des espèces
Selon World Catalogue of Opiliones (26/06/2021) :
- Beloniscus albiephippiatus Roewer, 1917
- Beloniscus albimarginatus Roewer, 1915
- Beloniscus albipustulatus Roewer, 1949
- Beloniscus biconus Roewer, 1926
- Beloniscus malayanus Roewer, 1949
- Beloniscus morosus Thorell, 1891
- Beloniscus ochraceus Loman, 1892
- Beloniscus pustulosus Loman, 1892
- Beloniscus quinquespinosus Thorell, 1891
- Beloniscus simaluris Roewer, 1923
- Beloniscus thienemanni Roewer, 1931
- Beloniscus tricalcaratus Roewer, 1949
- Beloniscus tuberculatus Roewer, 1927

## Publication originale
- Thorell, 1891 : « Opilioni nuovi o poco conosciuti dell'Arcipelago Malese. » Annali del Museo Civico di Storia Naturale di Genova, vol. 30, p. 669-770 (texte intégral).